# Winter-Paralympics 2006/Teilnehmer (China)
| stlisierte Goldmedaille | stlisierte Silbermedaille | stlisierte Bronzemedaille |
| ----------------------- | ------------------------- | ------------------------- |
| —                       | —                         | —                         |

China schickte bei den Winter-Paralympics 2006 in Turin drei Athletinnen und vier Athleten an den Start.

## Skilanglauf
Damen:
- Yuanyuan Peng
Langlauf: 5 km, stehend: 15. Platz
Langlauf: 10 km, stehend: 12. Platz
Langlauf: 15 km, stehend: 12. Platz
Langlauf: 3 × 2,5 km Staffel, offen: 8. Platz

- Lixia Han
Langlauf: 5 km, sehbehindert: 10. Platz
Langlauf: 10 km, sehbehindert: 8. Platz
Langlauf: 15 km, sehbehindert: 7. Platz
Langlauf: 3 × 2,5 km Staffel, offen: 8. Platz

- Nannan Zhang
Langlauf: 2,5 km, stehend: 11. Platz
Langlauf: 5 km, stehend: 11. Platz
Langlauf: 10 km, stehend: 9. Platz
Langlauf: 3 × 2,5 km Staffel, offen: 8. Platz

Herren:
- Chunshan Fu
Langlauf: 5 km, sitzend: 19. Platz
Langlauf: 10 km, sitzend: 23. Platz
Langlauf: 15 km, sitzend: 22. Platz
Langlauf: 1 × 3,75 km/2 × 5 km Staffel, offen: 9. Platz

- Qiu Sun
Langlauf: 5 km, sitzend: 20. Platz
Langlauf: 10 km, sitzend: 26. Platz
Langlauf: 15 km, sitzend: 27. Platz

- Jinyou Wang
Langlauf: 5 km, stehend: 29. Platz
Langlauf: 10 km, stehend: 26. Platz
Langlauf: 20 km, stehend: 26. Platz
Langlauf: 1 × 3,75 km/2 × 5 km Staffel, offen: 9. Platz

- Jie Zhang
Langlauf: 5 km, stehend: 27. Platz
Langlauf: 10 km, stehend: 22. Platz
Langlauf: 20 km, stehend: 21. Platz
Langlauf: 1 × 3,75 km/2 × 5 km Staffel, offen: 9. Platz